# Zhuo Wenjun
Zhuo Wenjun (卓文君; fl. II secolo a.C.) è stata una poetessa cinese della Dinastia Han Occidentale.
Rimasta vedova giovanissima, fuggì con il poeta Sima Xiangru. A lei è attribuito il poema Baitou Yin (白頭吟, "Lamento dai capelli bianchi") nel quale esprime tutto il suo dolore per la scelta di suo marito di abbandonarla per una concubina.

## Biografia
Zhuo Wenjun apparteneva all'omonima famiglia della provincia del Sichuan ed era figlia di Zhuo Wangsun. Ebbe modo di studiare mettendosi in risalto nella musica e nella poesia. Rimase vedova a 17 anni e tornò dai suoi genitori. Il poeta Sima Xiangru, all'epoca in cerca di affermazione, durante un soggiorno a Chengdu fu invitato a casa della famiglia Zhuo. La giovane Zhuo Wenjun si innamorò di lui quando lo vide suonare il guqin. Pare infatti che Sima avesse deciso di esibirsi proprio per far colpo su Zhou, avendo saputo della sensibilità della giovane alle arti e alla musica. I due amanti scapparono la notte stessa. Arrabbiato, suo padre negò a Zhou Wenjun qualsiasi supporto inizialmente, e trovandosi in povertà, la coppia aprì un'enoteca. Il senso di vergogna nell'avere una figlia locandiera convinse infine Zhuo Wangsun a concederle denaro e servitù.
L'imperatore Han Wudi, venuto a conoscenza del talento di Sima Xiangru, gli offrì un incarico ufficiale nella capitale. Lì, avendo ormai raggiunto la sua affermazione professionale, Sima si allontanò non solo fisicamente da sua moglie, e accecato dalla sua celebrità le scrisse una lettera informandola della sua intenzione di legarsi ad una concubina. Rattristata, Zhuo Wenjun rispose con una lunga poesia che commosse il poeta così profondamente tanto da rinunciare ai suoi desideri iniziali e tornare da sua moglie, vivendo insieme fino alla loro vecchiaia. Sima Xiangru soffrì per lungo tempo di diabete. Alla sua morte, Zhuo Wenjun compose un'ode funebre in suo onore.